# Timo Parduhn
Timo Parduhn (* 1974) ist ein ehemaliger deutscher Footballspieler.

## Laufbahn
Der 1,80 Meter messende Verteidigungsspieler gewann 1994 mit den Düsseldorf Panthern die deutsche Meisterschaft, 1995 dann erneut die Meisterschaft und zusätzlich den Eurobowl. Er spielte in der Saison 1996 für die Hamburg Blue Devils und wurde mit der Mannschaft in diesem Spieljahr wie zuvor mit den Rheinländern deutscher Meister sowie Eurobowl-Sieger.
Parduhn studierte in Budapest und Essen Medizin, sein praktisches Jahr als Arzt leistete er 2003 in Kapstadt sowie Dormagen ab. Er arbeitete in den folgenden Jahren als Arzt an Krankenhäusern in Essen, Hamburg und Wedel. Von 2005 bis 2007 war er zudem Mannschaftsarzt der Hamburg Sea Devils sowie der Hamburg Blue Devils. 2012 schloss Parduhn seine Facharztausbildungen in den Bereichen Unfallchirurgie und Orthopädie ab. Seine Doktorarbeit im Fach Medizin schrieb er zum Thema „Agonist-spezifische Aktivierung des kardialen Beta2-Adrenozeptor/Gs-Protein- und Beta2-Adrenozeptor/Gi-Protein-Signalweges und Einfluss des Arg389Gly-Beta1-Adrenozeptor-Polymorhpismus auf die kardialen Effekte von Terbutalin beim Menschen in vivo“. 2014 eröffnete er in Hamburg-Bahrenfeld eine Arztpraxis für Orthopädie, Osteopathie und Sportmedizin.